# Листи і папери Імператора Петра Великого
«Листи і папери Імператора Петра Великого», «Письма и бумаги императора Петра Великого» — багатотомне видання документів Петра I та інших матеріалів, пов'язаних із життям та діяльністю російського монарха, різними сторонами функціонування Російської держави.
Пропозиція публікації документальних матеріалів, створених Петром I, була висловлена 1872 міністром народної освіти графом Д.Толстим при імператорі Олександрові II під час святкування 200-річчя з дня народження царя. Олександр II схвалив цю ідею, і наприкінці року була створена комісія під головуванням графа, яка мала завдання збирати необхідні для видання матеріали. На період із 1880 по 1885 комісія призупиняла свою діяльність. 1909 завдання з продовження роботи над виданням було передоручено Постійній історичній комісії при Історико-філологічному відділенні Імператорської АН. Із 1887 по 1912 побачили світ 6 повних томів видання, 1918 вийшов т. 7, вип. 1. Після тривалої перерви вихід наступних книг відновився лише 1946.
Томи 1–4 були опубліковані під редакцією академіка Імператорської АН А.Бичкова, томи 5–7, вип. 1, — під редакцією члена-кореспондента Імператорської АН, пізніше — АН СРСР І.Бичкова. Зібрані та підготовані ним матеріали, згідно із заповітом, 1944 були передані АН СРСР, а робота над виданням була доручена створеній 1943 в Інституті історії АН СРСР групі, із вересня очолюваної доктором історичних наук О.Андрєєвим, яка займалася вивченням епохи Петра I. Т. 7, вип. 2, і т. 8, вип. 1, вийшли під редакцією О.Андрєєва, роботою над т. 8, вип. 2, спочатку керував О.Андрєєв, а завершував її Б.Кафенгауз, під редакцією якого він і був надрукований. Під редакцією Б.Кафенгауза побачили світ також 9–10 томи. Наступні 11–13 томи вийшли під керівництвом редколегії, до якої спочатку входили Б.Кафенгауз, О.Андрєєв, Л.Нікіфоров, а пізніше такі дослідники, як Л.Бескровний, О.Преображенський, Н.Демидова, Т.Майкова, Л.Нікіфоров, О.Под'япольська.
Надруковані у виданні матеріали походять із російських та закордонних (європейських) архівосховищ, приватних збірок. Документи Петра I публікувалися в хронологічній послідовності, вони охоплюють період із 1688 по 1713. Кожен том обіймає певний хронологічний відрізок, складається із двох основних частин. Перша частина — документи, які вийшли з-під пера царя, а друга — примітки, важливою частиною котрих є листи різних осіб до Петра I та ін. матеріали, в яких пояснюється зміст документів царя або йдеться про певні відображені в них події. Видання має хронологічні покажчики поміщених у виданні листів і паперів царя, а також втрачених, хронологічні покажчики листів різних осіб до Петра I, покажчики листів не адресованих йому й ін. документів, а також іменні, географічні, предметні покажчики, покажчики використаної літератури (томи 9–13).
Документи видання є необхідними для науковців, які займаються вивченням історії Росії, міжнародних відносин того часу, до яких вона була причетна, мають непересічну вартість для дослідників історії України — її політичного життя, економіки та культури часів гетьманування І.Мазепи та І.Скоропадського, особливу увагу привертає листування зазначених керівників Української держави.